# حبیب جریری
حبیب جریری از بانیان سازمان نهضت سوادآموزی بود. در بهمن ماه ۱۳۱۱ در شیراز به دنیا آمد. تحصیلاتش را در رشته داروسازی و تخصص علوم آزمایشگاهی به پایان برد. او به چهار زبان انگلیسی، فرانسه، عربی و روسی آشنا بود. در سال ۱۳۴۹ با علی شریعتی در حسینیه ارشاد آشنا شد و مجذوب شخصیت افکار و اندیشه‌های او شد. او که از فعالان سیاسی دوران مبارزه برای پیروزی انقلاب اسلامی بود، به جرم همکاری برای انتشار کتاب «پدر مادر ما متهمیم» نوشته شریعتی و مبارزه علنی با رژیم پهلوی، به پنج سال زندان محکوم شده بود. وی بعد از انقلاب مدتی به عنوان استاندار تهران و نیز استاندار سیستان و بلوچستان خدمت کرد. حبیب جریری با شروع جنگ ایران و عراق با گروهی از پزشکان به جبهه رفت و در روز ۱۴ مهر سال ۱۳۵۹ توسط نیروهای عراقی به اسارت گرفته شد. در آنجا بارها مورد شکنجه قرار گرفت و حتّی نام وی جزو لیست صلیب سرخ نیز نبود. تا کنون پیکر وی به ایران بازنگشته است.
هاشمی رفسنجانی در خاطرات سال ۱۳۶۹ خود می‌نویسد: «دکتر سید عباس پاک‌نژاد، اسیر آزاد شده آمد؛ اول جنگ اسیر شده‌است. گزارش دوران اسارت را داد و برای شغلی مشورت کرد. در دوران اسارت با حبیب جریری بوده‌اند که او هنوز نیامده است.»

## متفرقه
کتاب‌های «نشان حبیب» و «مهاجر آسمان» در مورد این شخصیت نوشته شده‌اند.